# Petr Vrzáň
Petr Vrzáň (* 2. prosince 1966) je bývalý český politik, v 90. letech 20. století poslanec Poslanecké sněmovny za formaci Sdružení pro republiku - Republikánská strana Československa, později úředník ministerstva financí.

## Biografie
Ve volbách v roce 1996 byl zvolen do poslanecké sněmovny za SPR-RSČ (volební obvod Západočeský kraj). Zasedal v sněmovním rozpočtovém výboru. V parlamentu setrval do voleb v roce 1998.
Po neúspěchu SPR-RSČ ve volbách roku 1998 patřil mezi skupinu vrcholných politiků této strany, která ze SPR-RSČ odešla. V případě Petra Vrzáně došlo k přestupu do ČSSD. V říjnu 1998 oznámil, že se stal členem místní organizace ČSSD Chlumec nad Cidlinou. Komentoval to následovně: „Sociální demokracie prokázala, že je klíčovou, velmi zodpovědnou a kultivovanou politickou silou v této zemi a já jsem se rozhodl, že ji podpořím nejen verbálně, ale i konkrétní prací.“ Předáci ČSSD ocenili Vrzáně jako odborníka na rozpočtové a bankovní otázky.
V roce 2006 se na ministerstvu financí stal šéfem státního dozoru nad sázkovými hrami a loteriemi. Kritici mu tehdy vyčítali, že o cca osm let dříve působil jako manažer kasina Happy Day. Vrzáň to přiznal, ale dodal, že v kasinu působil jen tři čtvrtě roku a zkušenost mu pomůže se lépe zorientovat v agendě. Ministr Vlastimil Tlustý obavy ze střetu zájmu vyloučil. V roce 2011 se Vrzáň uvádí jako výkonný ředitel Sdružení provozovatelů centrálních loterních systémů (SPELOS).
Ve volbách do Poslanecké sněmovny v roce 2013 neúspěšně kandidoval za SPOZ.